# Hương bài
Hương bài hay còn gọi xương quạt, hương lâu, lâm nữ, cây rễ hương, cây bả chuột (danh pháp khoa học: Dianella ensifolia) là một loài thực vật có hoa trong họ Thích diệp thụ. Loài này được (L.) DC. miêu tả khoa học đầu tiên năm 1802.